# Boissonneaua
Boissonneaua là một chi chim trong họ Trochilidae.